# Eccidio di Piavola
L'eccidio di Piavola è una strage nazista avvenuta a Piavola, presso Buti (PI): domenica 23 luglio 1944 tre gruppi di soldati tedeschi irruppero nei boschi e uccisero, senza motivo apparente, 18 uomini: il più giovane aveva solo 16 anni, il più anziano 62.

## Prima della tragedia
Dopo l'8 settembre 1943, quando il Regno d'Italia cessò le ostilità contro le forze Anglo-Americane Alleate e la penisola si trovò di fatto in gran parte occupata dall'esercito nazista, anche i paesi più piccoli che si trovavano lungo la linea di ritirata delle armate tedesche vennero coinvolti direttamente nelle ostilità. Tra questi figurava anche Buti, un piccolo paese collocato in un avvallamento dei monti Pisani che dividono la parte orientale della provincia di Pisa da quella di Lucca, non lontano dalla Linea Gotica.
Fino al dicembre 1943 il territorio era controllato dal Deutscher Wehrmacht-Standortoffizier (Ufficiale di stanza della Wehrmacht); dal gennaio al giugno 1944 la provincia di Pisa venne inquadrata nella MK 1015-Lucca
Dopo l'arresto di Mussolini anche a Buti il Partito Nazionale Fascista si sciolse e le sedi vennero consegnate al podestà il 29 luglio 1943.

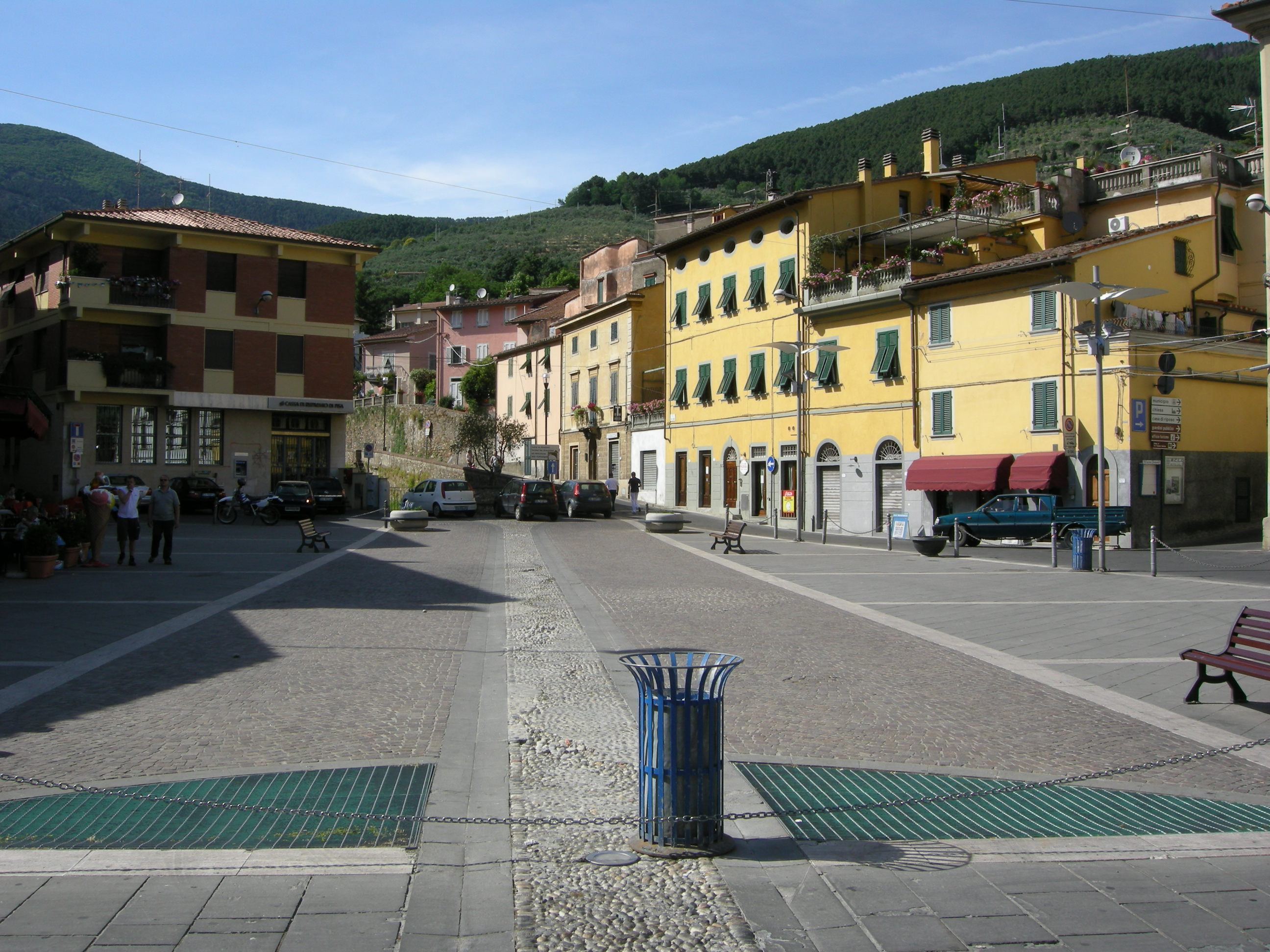
Buti, Piazza Garibaldi

Dal 31 agosto, giorno del bombardamento americano su Pisa, molti cittadini si rifugiarono nel territorio butese che passò così dai 3.000 ai 15-20.000 abitanti. Solo a partire dal mese
di ottobre del 1943 i butesi iniziarono a percepire la drammaticità della guerra: il fronte dei combattimenti si avvicinava rapidamente e la popolazione si trovava circondata dai bombardamenti americani da un lato e dall'altro dalle truppe tedesche che cercavano di tenere testa agli Alleati in attesa di
ritirarsi dietro la Linea Gotica.
In quello stesso periodo arrivarono in paese ex internati greci, disertori di varia origine che si erano dati alla macchia e sfollati dai paesi vicini che cercavano di evitare sia il contatto con i tedeschi sia i bombardamenti americani. Nel frattempo la costituzione della Repubblica Sociale Italiana fece rialzare la testa ai fascisti locali: il 20 ottobre 1943 il podestà di Buti, Perfetto Baschieri, riconsegnò ai segretari del Fascio repubblicano di Buti e di Cascine i mobili e altri oggetti precedentemente appartenuti al disciolto Partito fascista.
Secondo un manifesto redatto dal podestà e affisso per tutto il territorio di Buti e dei Comuni limitrofi (ad esempio Bientina e Calcinaia), il 29 ottobre numerosi soldati tedeschi svolsero un'azione di rastrellamento di prigionieri anglo-americani che si trovavano sui monti pisani e la popolazione butese fu accusata di aver fornito loro dei viveri. Vennero arrestati diversi cittadini di Buti, tra i quali alcuni Carabinieri, e la popolazione fu costretta a pagare una multa di £. 50.000.
Nel novembre del 1943 fu fondata la sezione del Partito Fascista Repubblicano: il Partito dovette far subito fronte fronte ad azioni di sabotaggio che incrinarono i rapporti tra la popolazione e i tedeschi. Contemporaneamente vi fu l'insediamento delle truppe tedesche sul territorio di Buti. Il primo stanziamento si ebbe nell'autunno, seguito da un altro numeroso arrivo nell'inverno e nel periodo pasquale dell'anno successivo. Con l'insediamento tedesco iniziò anche la requisizione di numerosi alloggi, sia nella frazione di Cascine che a Buti: fu spesso un sequestro violento che obbligava gli abitanti delle case requisite ad andarsene e a trovarsi un altro alloggio. Aiutati dai fascisti locali, i tedeschi requisivano bestiame e generi alimentari di ogni tipo, in particolar modo olio e vino. Un comando germanico per il comune di Buti, con sede nel palazzo comunale, fu istituito ufficialmente a partire dal 19 maggio 1944.
Da quel momento la presenza tedesca, oltre che più numerosa, diventò sempre più oppressiva. Fu durante questo periodo che molti civili iniziarono a prendere distanza dal fascismo e dai suoi alleati; soprattutto i giovani si opposero alla chiamata alle armi.
Per gli Alleati la località divenne obiettivo da colpire soprattutto dopo che pesanti automezzi tedeschi erano entrati a Buti. Il giorno dopo l'ingresso di questi automezzi, il 10 giugno 1944, un
ricognitore americano tipo Fieseler Fi 156 sorvolò la zona più volte e molti abitanti fuggirono sui monti. A metà mattina una squadriglia di caccia americana aprì il fuoco e in località Mariotto una donna e sei uomini (fra cui un ragazzo di 11 anni) rimasero uccisi. Il bombardamento sconvolse il paese e provocò i primi morti e feriti, ma non risultarono danni alle postazioni militari. Pochi giorni dopo un violento cannoneggiamento americano colpì Cima alla Serra dove nel mese di giugno era stato installato un osservatorio tedesco. Fino a quel momento, i butesi e gli sfollati avevano avuto la sensazione di trovarsi in una zona sicura almeno rispetto ai bombardamenti. 
La situazione peggiorò ulteriormente quando le truppe degli Alleati si fermarono sulla riva dell'Arno e gli abitanti dei paesi vicini fuggirono terrorizzati sui monti di Buti. Gli Alleati invitavano, con appelli e proclami, a creare difficoltà all'esercito tedesco. Molti civili, anche individualmente, iniziarono quindi a boicottare le attività tedesche.

### La Banda di Carlino
Carlo Pelosini, sottotenente del Regio Esercito e sfollato a Buti da Pisa, venne sollecitato a non presentarsi alla chiamata alle armi della Repubblica sociale italiana da
alcuni autorevoli personaggi locali che stavano costituendo il Comitato di Liberazione Nazionale. Gli fu chiesto di dare origine ad un gruppo armato che combattesse contro i soldati tedeschi.
Inizialmente il nucleo era costituito da un gruppo ristretto e vi erano enormi difficoltà perché gli uomini erano pochi e gli armamenti scarsi. La formazione era dislocata sul monte Serra, la sede del Comando in vari luoghi: Pian Bello, Fonte al Pruno, Grotte della Madonna, Buti paese.
Le azioni di sabotaggio e di guerriglia erano rese difficili dal sovraffollamento e dall'inesperienza dei giovani partigiani; le azioni erano di portata piuttosto limitata e le armi in parte arrangiate, in parte fornite dagli americani.

## L'eccidio

### La cattura dei soldati austriaci
La mattina del 19 luglio 1944, Ario Ciampi, uno
sfollato butese che si era rifugiato in Pian Bello, e Giulio Filippi videro
giungere due giovani militari austriaci in uniforme tedesca dal sentiero che saliva da Ruota: in qualche modo, con una pistola puntata verso di loro, Ario riuscì a disarmarli. Non sapendo cosa farne li portò dai partigiani.
In quel periodo la maggior parte dei fascisti aveva deciso di allontanarsi da Buti per seguire gli appelli di gerarchi che non riuscivano più a controllare il territorio. Le versioni sul motivo della presenza dei due soldati sul monte sono tuttora differenti: in paese c'è chi sostiene che stessero facendo rilevamenti di strade, chi afferma che fossero disertori, chi ritiene che fossero stati mandati a riparare una linea telefonica.
Nel dopoguerra Ario Ciampi affermò di averli arrestati perché la loro presenza avrebbe comunque rappresentato un pericolo per la popolazione; avrebbe poi deciso di consegnarli ai partigiani che a loro volta avrebbero dovuto affidarli agli Alleati.
Ario consegnò quindi i due soldati alla Banda di Carlino, riunitasi in un casotto in mezzo ai boschi. Il comandante della banda (Carlo Pelosini) propose di portare i prigionieri a Calci dove operava il gruppo di partigiani del monte Faeta, più numeroso e
meglio organizzato di loro. Tuttavia le condizioni dei partigiani del Faeta non erano diverse da quelle del gruppo butese, pertanto i prigionieri e i loro
accompagnatori tornarono indietro.
Per i partigiani l'unica soluzione fattibile era quella che consisteva nell'uccisione dei due soldati e nella successiva sparizione dei cadaveri: prima di arrivare al rifugio i soldati austriaci vennero uccisi con due colpi alle spalle per mano di Risorgi e i cadaveri furono lasciati sul sentiero dentro un prunaio.
Tuttavia dal registro dei morti del comune di Buti dell'anno 1946 risultano cinque i soldati appartenenti all'esercito tedesco trovati morti nel 1944 sui monti.
Quando in paese si sparse la voce dell'uccisione dei soldati il terrore si diffuse tra la popolazione e anche tra il gruppo dei partigiani che iniziò a spostarsi verso il monte Faeta per unirsi al gruppo di partigiani di quella zona.

### L'intervento della Wehrmacht
Era l'alba di domenica 23 luglio quando tre squadre
di soldati della Wehrmacht partirono, secondo diverse testimonianze,
da tre punti diversi: una squadra saliva da Calci, un'altra da località Rotone
di Castelvecchio di Compito e un'altra da Ruota verso Pian Bello, località
vicina alla cima del monte Serra e prossima ai luoghi dove si trovavano gli
uomini della Banda di Carlino.
Le tre squadre facevano riferimento alla 65ª Divisione di Fanteria a cui era assegnato il territorio sud-orientale dei Monti Pisani. La 65ª Divisione di Fanteria era conosciuta in Toscana
anche come Divisione “Handgranate”, dal simbolo tattico che raffigurava una bomba a mano dipinta sugli automezzi.
Vennero appesi alle finestre i lenzuoli per avvisare
i partigiani e iniziò un passa parola di allerta in cui ebbero un ruolo
fondamentale le donne del paese: due di loro furono bloccate da una pattuglia
tedesca che chiese loro dove si trovava l'Aspro (una delle zone scelte come base
dalla Banda di Carlino). Iolanda Bernardini, una delle due donne, indicò a caso verso il monte Pisano. 
Mentre i tedeschi si incamminarono per una via sbagliata, lei corse ad avvisare le
persone nascoste nei casotti più vicini.
Intanto uno dei tre gruppi di militari raggiunse
Volpaia, la località dove si trovava il casolare di Pietro Barzacchini,
all'interno del quale vivevano numerosi sfollati. Barzacchini fu catturato e usato come guida, ma
anche lui non li guidò verso l'Aspro, bensì nella direzione opposta, verso il
monte di Piavola.

### Il monte Piavola
Sul Piavola vi era una numerosa presenza di sfollati proveniente dai paesi limitrofi, in particolare dalla frazione di Cascine, perché ritenevano che quella fosse una zona abbastanza sicura in quanto vi passavano solo i tedeschi diretti all'osservatorio.
Secondo le testimonianze di chi riuscì a fuggire, dopo queste prime uccisioni i militari tedeschi si mossero rapidamente, minacciando tutti coloro che incontravano sulla loro strada, sparando in aria raffiche di mitraglia e gridando più volte la parola "partigiani". 
Dalle dieci e trenta, per circa un'ora e mezzo,  in Piavola vennero massacrati
uomini indifesi di età compresa tra i sedici e i sessanta anni.
In tutto diciotto uomini, per lo più contadini, nessuno dei quali armati. Dopo diverse ore, i tedeschi
tornarono indietro verso la strada che li avrebbe riportati a Ruota e a Calci.
In una informativa giornaliera contenuta nel Diario storico della 14ª Armata tedesca, al punto 5) Situazione partigiana si legge: “Durante l'operazione antipartigiana del 23 luglio nella zona montagnosa Monte Faeta/Monte Serra (a nord-ovest e nord-est di Calci) sono stati uccisi in combattimento 47 banditi. Sono stati condotti alla nostra base 26 prigionieri. Bottino: 1 fucile da caccia, 4 pistole mitragliatrici, 12.300 cartucce, 35 ordigni esplosivi (distrutti), 
3 contenitori a forma di scatola distrutti.”
Tutte le deposizioni dei partigiani smentiscono la presenza di spie tra le truppe tedesche.

### I caduti
- Bacchereti Italo, anni 40, tornitore, residente a Calcinaia;
- Barzacchini Pietro, anni 60, colono, residente a Buti;
- Bulleri Alvaro, anni 23, colono, residente a Buti;[38]
- Carlotti Pierino Francesco, anni 16, agricoltore, residente a Bientina;
- Carlotti Valentino, anni 55, agricoltore, residente a Bientina;
- Cavallini Alamanno, anni 59, guardiano di bonifica, residente a Cascine di Buti;
- Corsi Tersilio, anni 33, agricoltore, residente a Cascine di Buti;
- Disperati Paolo, anni 58, bracciante, residente a Buti;
- Donati Guido, anni 47, muratore, residente a Marina di Pisa;
- Landi Silvio, anni 28, coltivatore, residente a Cascine di Buti;
- Leporini Settimo, anni 34, muratore, residente a Buti;
- Matteoni Egidio, anni 62, agricoltore, residente a Cascine di Buti;
- Novelli Angiolo, anni 46, cantoniere provinciale, residente a Cascine di Buti;
- Novelli Giovanni, anni 40, colono, residente a Bientina;
- Novelli Menotti, anni 42, falegname, residente a Cascine di Buti;
- Novelli Sabatino, anni 40, calzolaio, residente a Cascine di Buti;
- Pratali Oliano, anni 16, colono, residente a Buti;
- Pratali Secondo, anni 55, bracciante, residente a Cascine di Buti;
- Pratali Vivarello, anni 29, falegname, residente a Cascine di Buti.

## La liberazione

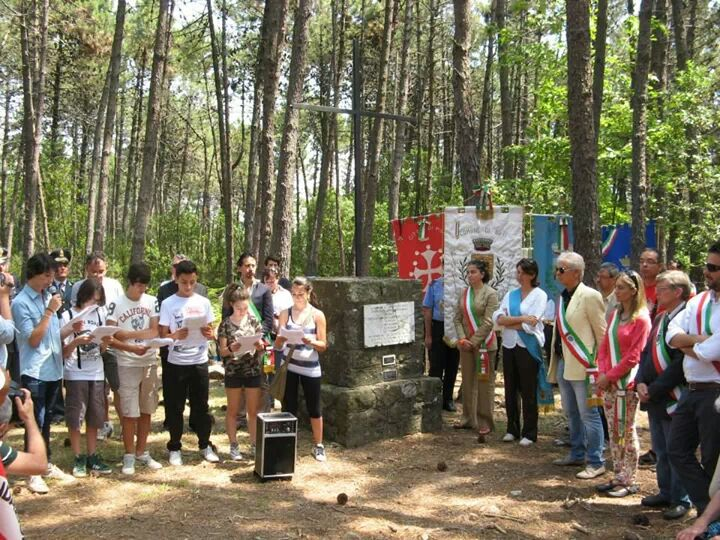
Commemorazione dell'eccidio di Piavola, luglio 2013

Dopo l'eccidio la Banda di Carlino si divise perché
al suo interno le discussioni e le riflessioni sulle azioni svolte crearono
disorientamento e diversità di opinioni. Secondo Vlady Cavallini, membro della
Banda, il gruppo si divise perché restare in paese sarebbe stato troppo
pericoloso: molti abitanti collegavano l'eccidio all'uccisione dei soldati 
dell'esercito tedesco ad opera dei partigiani e questi ultimi preferirono quindi
allontanarsi piuttosto che subire le accuse della collettività.
Intanto l'esercito tedesco manteneva a stento il
controllo del territorio della provincia di Pisa.
Buti si trovava in una posizione strategica dal
punto di vista militare, una vera e propria linea di transito per i contatti
fra le organizzazioni partigiane della zona di Lucca e gli Alleati. Cominciarono a circolare le prime informazioni sui
partiti che di nascosto stavano organizzando le istituzioni civili in attesa
della ritirata tedesca.
Il 31 agosto i tedeschi posizionarono una grossa
mitragliatrice fra i due ponti che si trovavano al centro della piazza di Buti:
alle ore 22:10 saltò la salita che portava al castello, dopo pochi minuti la via di Costa, Pontaccolle, il ponte dell'Ospedale, il ponte del Filippi, la
strada e il ponte dei Macelli e infine i due ponti sulla piazza. I tedeschi si
allontanarono con rapidità dal paese.
Il primo settembre 1944, quando tutti i tedeschi
avevano abbandonato il paese, i partigiani entrarono in possesso degli edifici
che erano stati abbandonati dai fascisti.
Il Comitato di Liberazione e i partigiani assunsero
il controllo del territorio e subito intrapresero la ricerca dei fascisti:
non venne fatta alcuna distinzione tra
coloro che avevano genericamente aderito al Partito e coloro che erano stati
parte attiva delle strutture fasciste, e non pochi uomini vennero ingiustamente
arrestati e trasferiti nell'improvvisata prigione all'interno del municipio.
All'alba della mattina del 2 settembre una squadra
formata da alcuni ex internati greci e slavi che si trovavano alla macchia
chiese ai partigiani, all'insaputa dei membri del Comitato di Liberazione, la
consegna di alcuni prigionieri. Vennero condotti in località Riaccio; qui lo slavo
Martin Mertchmit, disertore dell'esercito tedesco, aprì il fuoco con una
pistola mitragliatrice che si inceppò dopo il primo colpo. Colpo che però fu
fatale per Pasquale Bacci.
Il resto del gruppo di prigionieri riuscì a fuggire
e per qualche giorno gli uomini rimasero nascosti.
La stessa mattina gli Alleati arrivarono a Buti; il
Comitato di Liberazione diventò legale e i suoi rappresentanti si insediarono
nel palazzo comunale.
Ario Ciampi non si allontanò dal paese e scelse di
restare perché riteneva di non aver fatto nulla di sbagliato a catturare due
soldati per consegnarli agli Alleati. Divenne però oggetto di vendette da parte
degli uomini del Comitato di Liberazione.
Nel settembre 1944, mentre gli Alleati avanzavano
verso il nord, il Comitato toscano di liberazione nazionale istituì una
Commissione per la documentazione della criminalità di guerra con l'incarico di
raccogliere i documenti e tutte le informazioni che potevano servire alla
ricostruzione di stragi, omicidi, saccheggi, incendi, stupri commessi dai
tedeschi e dai fascisti dopo l'8 settembre e alla identificazione degli
autori.
La Commissione, che aveva sede a Firenze, si scontrò
con la difficoltà di indagare al di fuori della provincia soprattutto a causa
della mancanza dei mezzi di comunicazione, decidendo pertanto di sollecitare la
costituzione di sottocommissioni provinciali con le medesime finalità.
Nella Relazione del Comitato di Liberazione di Buti,
che descrive saccheggi, requisizioni e violenze tedesche a partire dal 29
ottobre 1943, la strage di Piavola è descritta in poche righe: “l'episodio più
doloroso fu quello del 23 luglio, in cui reparti delle SS operarono una battuta
in monte, nella località detta Piavola e adiacenze, trucidando barbaramente 22
persone, delle quali 15 di Buti e Cascine e le rimanenti di paesi circostanti."

Nel dopoguerra si è operata una specie di rimozione dell'eccidio di Piavola, come si può intendere anche dalla Relazione sull'attività partigiana sopra citata dove il comandante non fa mai riferimento all'evento.
Il senso della mancata giustizia per questa strage determinò subito un duro scontro sociale, poiché per molte famiglie, che avevano perso i propri cari nell'eccidio, non ci fu elaborazione del lutto.
La versione accettata dall'Associazione nazionale famiglie italiane martiri caduti per la libertà della patria recita che “in località Piavola le SS naziste in azione di rastrellamento, catturano un folto gruppo di persone. Da tale gruppo, con la collaborazione di spie repubblichine,
vengono scelti 19 uomini, giovani ed anziani che sono ritenuti in relazione con il movimento partigiano, allineati contro un muro i diciannove prigionieri vennero trucidati.”

## Le commemorazioni

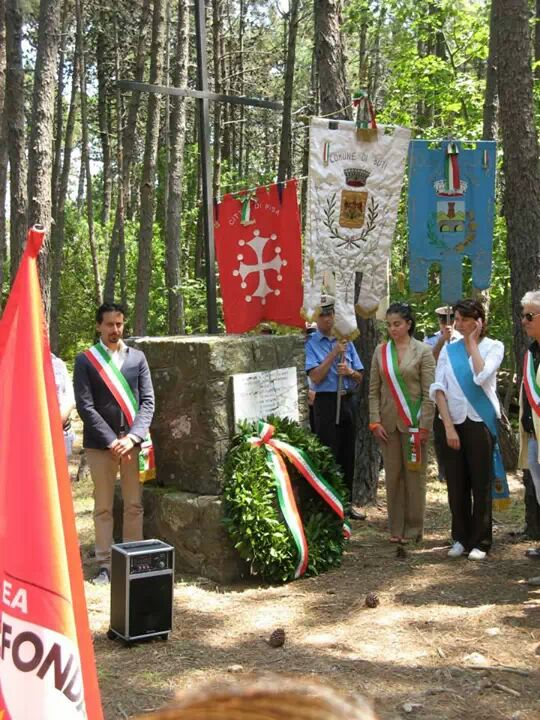
Commemorazione dell'eccidio di Piavola, luglio 2013.

L'anno successivo alla strage, il 24 luglio, venne organizzata una
commemorazione sul luogo dell'eccidio dove fu celebrata una messa di suffragio per i 19 innocenti trucidati dai tedeschi il 23-7-1944.
Presenti anche le Autorità del Paese, le rappresentanze, con bandiera, di tutti i partiti e molta gente salita anche da Cascine, da Bientina, da Calcinaia, Vicopisano, Rota, Pontedera.
Alle ore 18, come deciso dalla giunta municipale in data 6 giugno 1945, venne intitolata “via Piavola” la “via Vittorio Emanuele III” in Buti capoluogo, e “Largo Piavola” il tratto della “via delle Vigne” allo sbocco nella “via Provinciale del Tiglio” nella frazione del Comune.
Dopo un omaggio alle salme nel Cimitero di Buti, si compì alle ore 20.00 del medesimo giorno un'identica cerimonia a Cascine.
In seguito a questa commemorazione, fino agli anni sessanta, l'eccidio non ha avuto altre commemorazioni. Ogni anno, il 23 luglio, veniva celebrata solo una messa in suffragio degli uccisi.
Nel 1965 si commemorò pubblicamente l'eccidio nella consapevolezza che il «sacrificio dei martiri di Piavola è vivo e presente nei nostri cuori e nelle nostre menti».
Nel 1971 ripresero le commemorazioni ufficiali. Il sindaco Lelio Baroni, in occasione delle celebrazioni del 25 aprile, invitò gli intervenuti a non dimenticare «tutti i caduti e in particolare i trucidati in Piavola da parte delle forze nazifasciste».
Da questo momento, in tutti i discorsi ufficiali, le forze responsabili dell'eccidio saranno indicate come nazifasciste.
Le successive commemorazioni vennero effettuate nel 1976 quando fu stampato un volantino per la celebrazione del 32º anniversario nel quale, sinteticamente, si narrava il tragico avvenimento.
Il 25 luglio 1994, cinquant'anni dopo la strage, la
spianata di Piavola era piena di gente. Oltre ai sindaci dei paesi dei monti
Pisani erano presenti anche la senatrice Maria Eletta Martini, partigiana, il segretario
provinciale dell'ANPI e i rappresentanti delle associazioni butesi.
Due giorni prima anche l'Amministrazione comunale di Bientina, per commemorare gli uccisi in Piavola, tra cui tre propri
cittadini, aveva inaugurato un monumento ai caduti lungo la strada Sarzanese-Valdera.
Nel 2004, in occasione dei sessanta anni
dall'eccidio, la commemorazione si svolse in Piavola dove ci fu un forte
afflusso di popolazione, tra cui molti giovani.
Attualmente, ogni anno sulla spianata di Piavola si svolge una commemorazione organizzata dall'Amministrazione comunale di Buti.